# Salla delle Asse
 Salla delle Asse  este o pictură murală relizată de Leonardo da Vinci între anii 1498 și 1499, aflată la Castelul Sforzesco.

## Descriere
Ea a fost pictată în camerele din turnul de nord-est al castelului, mai exact pe secțiunile superioare ale pereților laterali  .